# Fotorespirazione
Per fotorespirazione si intende quel processo metabolico respirativo che le piante con ciclo C3 attuano alla luce, e continuano per un breve periodo anche al buio, per eliminare l'ossigeno in eccesso.
Le alte pressioni di ossigeno intracellulare provocano uno stop della fotosintesi al fine di prevenire la formazione di radicali liberi, dannosissimi alle cellule; via via che queste pressioni diminuiscono, in favore della pressione cellulare di anidride carbonica, il processo fotosintetico aumenta la sua attività. Il perché è da ricercarsi nell'ambiguo meccanismo di funzionamento della ribulosiodifosfato carbossilasi (enzima chiave nella carbossilazione nel ciclo di Calvin).
Comunemente la ribulosiodifosfato carbossilasi ha un'azione che ad alte concentrazioni di ossigeno predilige svolgere il compito di ossidasi, ovvero l'eliminazione dell'ossigeno in eccesso, anziché prender parte al ciclo di Calvin, il cui scopo è invece la fissazione dell'anidride carbonica. In pratica, sulla RuDP Carbossilasi (o anche Rubisco) gravita un meccanismo competitivo tra molecole di CO2 e molecole di O2, basato sulle loro concentrazioni.
Il ciclo fotorespirativo si svolge in tre differenti organuli dei tessuti verdi delle cellule vegetali; il cloroplasto, il perossisoma ed il mitocondrio. Al termine del processo la pianta riesce a recuperare il 75% del carbonio.